# 46514 Лассвіц
46514 Лассвіц (46514 Lasswitz) — астероїд головного поясу, відкритий 15 травня 1977 року.
Тіссеранів параметр щодо Юпітера — 3,449.
Астероїд названо на честь основоположника німецькомовної наукової фантастики Курда Лассвіца